# Kirkjubøur
Kirkjubøur (pronunciat [ˈtʃɪʃʊˌbøːʊr]) és una petita localitat de les illes Fèroe situada al sud de la costa occidental de l'illa de Streymoy. Forma part del municipi de Tórshavn, la capital de l'arxipèlag. El 2021 tenia 88 habitants. Kirkjubøur significa literalment "poble de l'església".
A l'edat mitjana Kirkjubøur va ser la seu de l'antiga diòcesi de les Illes Fèroe. Bona part del patrimoni medieval de les Fèroe es troba aquí: la catedral de Sant Magnus, l'església de Sant Olaf i la Kirkjubøargarður, la casa de fusta més antiga del món que encara està habitada (del segle XI).
S'ha inclòs Kirkjubøur com a candidata a entrar en la llista de Patrimoni de la Humanitat per a la UNESCO.

## Història
La història de Kirkjubøur es remunta a l'Era vikinga de les Illes Fèroe. El cristianisme va arribar a les Illes Fèroe amb Sigmundur Brestisson a 999 i el 1111 es va crear una diòcesi pròpia per a les illes, amb seu a Kirkjubøur. El seminari que es va fundar a la localitat va ser de gran importància i de fet va ser la primera i única escola feroesa fins a l'arribada de la reforma protestant el 1538. En total hi va haver 34 bisbes que van residir a Kirkjubøur.
Sverre Sigurdsson va créixer en Kirkjubøur i va assistir al seminari de la diòcesi abans de marxar a Noruega, on es convertiria en un dels monarques noruecs més cèlebres.
Al segle xiii es va erigir l'església de Sant Olaf. El bisbe més destacat de les Fèroe va ser Erlendur, qui va ocupar el càrrec de 1269 a 1308. Es diu que va ser ell qui va escriure la Seyðabrævið, el document més antic conservat de les illes, i qui va començar la construcció de la catedral de Sant Magnus. La construcció de la catedral va resultar ser massa costosa per a l'economia de les illes, el que va provocar una revolta que va fer caure el bisbe del seu poder.
Kirkjubøur va ser arrasada per una forta tempesta al segle xv o XVI, perdent la majoria de les seves cases. Aquella tempesta va crear l'illot de Kirkjubøhólmurin, que conté encara avui les ruïnes d'aquell episodi. Aquest destrucció va perjudicar seriosament al poblat, ja que se li va d'ajuntar la supressió de la diòcesi i el seminari a mitjan segle xvi. Després de la reforma protestant encara hi va haver un bisbe luterà, el danès Jens Riber, però va renunciar del seu càrrec i va abandonar les illes en 1556.
L'antiga residència episcopal és coneguda des del segle xvi com Kirkjubøargarður. Des del 1550 que l'habita la mateixa família, els Patursson, una de les més destacades de les Illes Fèroe, amb personatges clau dins la política i la cultura del país.